# Jan Wüstenfeld
Jan Christoph Wüstenfeld (ur. 26 stycznia 1975 w Hanowerze) – niemiecki biathlonista, wielokrotny medalista mistrzostw świata juniorów.

## Kariera
Pierwszy sukces osiągnął w 1994 roku kiedy podczas MŚJ w Osrblie zdobył brązowy medal w sztafecie. Na rozgrywanych rok później MŚJ w Andermatt zwyciężył w tej konkurencji, był drugi w sprincie oraz trzeci w biegu indywidualnym i drużynowym. W Pucharze Świata zadebiutował 6 grudnia 1997 roku w Lillehammer, gdzie zajął 74. miejsce w sprincie. Pierwsze punkty zdobył 11 grudnia 1997 roku w Östersund, zajmując 9. miejsce w biegi indywidualnym. Trzy razy stawał na podium indywidualnych zawodów PŚ: 18 grudnia 1997 roku w Kontiolahti wygrał sprint, dwa dni później w tej samej miejscowości był trzeci w biegu pościgowym (za swym rodakiem Svenem Fischerem i Austriakiem i Ludwigiem Gredlerem), a 26 lutego 1999 roku w Lake Placid zajął trzecie miejsce w sprincie (za Fischerem i Włochem René Cattarinussim). Najlepsze wyniki osiągnął w sezonie 1997/1998, kiedy zajął 26. miejsce w klasyfikacji generalnej. W 1998 roku brał udział w igrzyskach olimpijskich w Nagano, zajmując 32. pozycję w biegu indywidualnym. Nigdy nie wystąpił na mistrzostwach świata.
Jego żoną jest Katja Beer, córka Manferda Beera.

## Osiągnięcia

### Igrzyska olimpijskie
| Rok  | Miejscowość | Konkurencje | Konkurencje | Konkurencje | Konkurencje | Konkurencje | Konkurencje | Konkurencje |
| Rok  | Miejscowość | IN          | SP          | PU          | MS          | RL          | MR          | SR          |
| ---- | ----------- | ----------- | ----------- | ----------- | ----------- | ----------- | ----------- | ----------- |
| 1998 | Nagano      | 32.         | –           | nd.         | nd.         | –           | nd.         | –           |

### Puchar Świata

#### Miejsca w klasyfikacji generalnej
| Sezon     | Miejsce |
| --------- | ------- |
| 1997/1998 | 26.     |
| 1998/1999 | 31.     |
| 1999/2000 | 52.     |

#### Miejsca na podium chronologicznie
| Lp. | Dzień      | Rok  | Miejscowość | Konkurencja               | Lokata | Pudła   | Czas biegu | Strata | Zwycięzca    |
| --- | ---------- | ---- | ----------- | ------------------------- | ------ | ------- | ---------- | ------ | ------------ |
| 1.  | 18 grudnia | 1997 | Kontiolahti | Sprint na 10 km           | 1.     | 0+0     | 26:21,3    | –      | –            |
| 2.  | 20 grudnia | 1997 | Kontiolahti | Bieg pościgowy na 12,5 km | 3.     | 0+0+0+0 | ?          | ?      | Sven Fischer |
| 3.  | 26 lutego  | 1999 | Lake Placid | Sprint na 10 km           | 3.     | 0+1     | 25:31,9    | +11,8  | Sven Fischer |